# Neder-Californië (schiereiland)
Neder-Californië (Spaans: Baja California) is een groot schiereiland aan de westkust van het continent Noord-Amerika. Het is onderdeel van Mexico.
Het ligt aan de westkant van Mexico en ten zuiden van de Amerikaanse staat Californië. Het is extreem langgerekt (ongeveer 1250 kilometer) en het vormt daardoor een grote zee-inham. Deze baai heet de Golf van Californië of Zee van Cortés (Mar de Cortés), genoemd naar Hernán Cortés. Internationaal wordt de eerste naam het meest gebruikt, maar veel Mexicanen geven de voorkeur aan de laatste.
De rivier de Colorado mondt in de zee uit. Californische grijze walvissen worden in deze zee geboren. Door de ligging bij de oceaan is het er vaak bewolkt en het kan er ook flink mistig zijn.

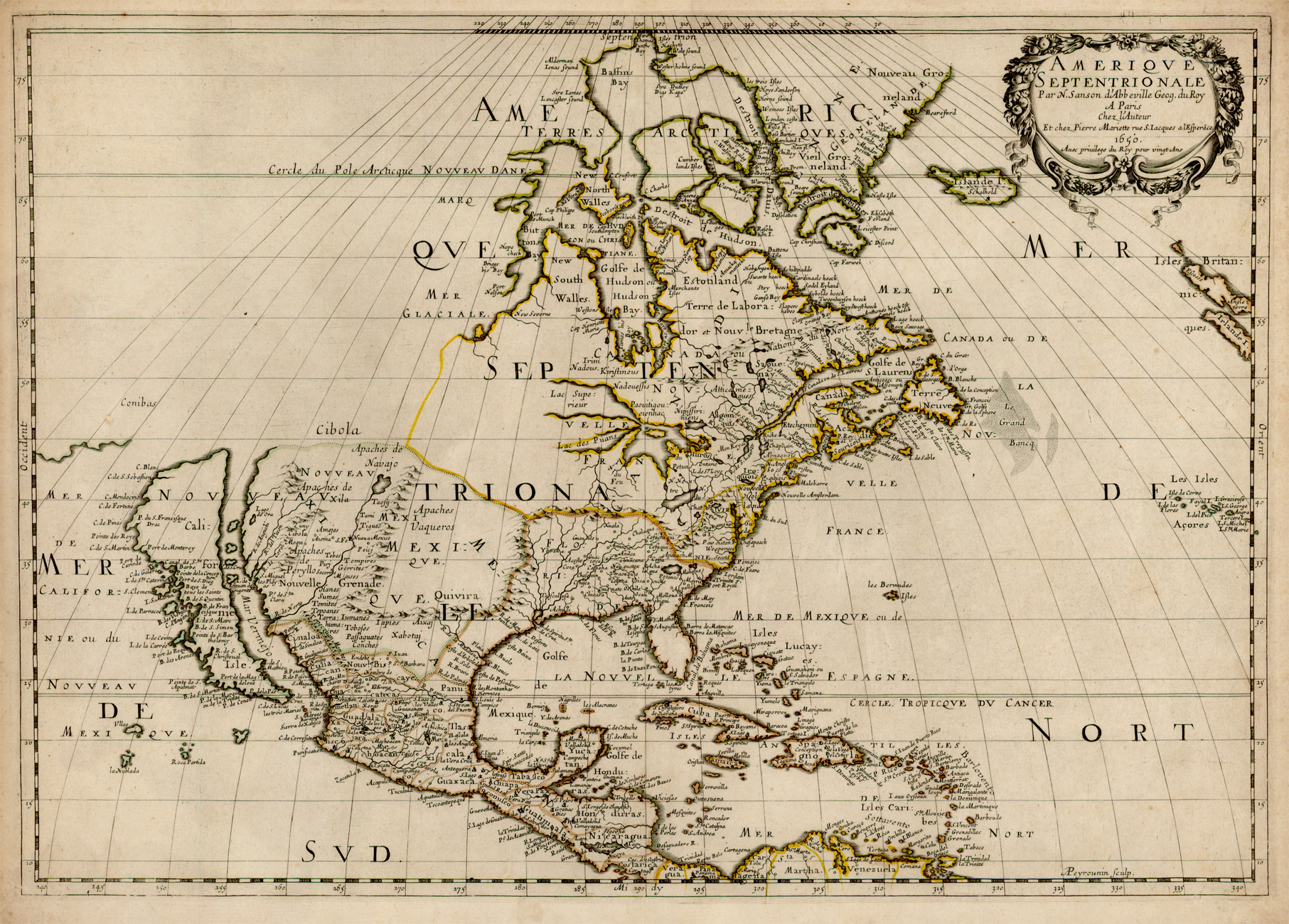
Kaart uit 1650 die Neder-Californië als eiland afbeeldt

In de tijd dat Amerika nog niet helemaal ontdekt was, dacht men een tijdlang dat Californië een eiland was. Dit doordat het schiereiland Neder-Californië werd aangezien voor een eiland los van het continent.
Het schiereiland omvat twee van de 31 huidige (deel)staten van Mexico. Vroeger was dit er één, genaamd Baja California, totdat het in 1974 in tweeën werd gedeeld. Het zuidelijk deel (alles ten zuiden van de 28e breedtegraad) werd zo de 31e deelstaat van Mexico, het kreeg de naam Baja California Sur. Het noordelijk deel veranderde niet van naam. Oorspronkelijk, voor de Mexicaans-Amerikaanse Oorlog bevatte Neder-Californië ook het uiterste zuiden van het huidige Amerikaanse Californië, namelijk de streek rond San Diego. De Verenigde Staten eisten dit na de oorlog op, omdat zij San Diego als natuurlijke haven voor een marinebasis in handen wilden krijgen.